# Alte Wyebrücke (Chepstow)
Die Alte Wyebrücke oder Stadtbrücke (englisch Old Wye Bridge oder Town Bridge) in Chepstow überquert in der Nähe von Chepstow Castle den River Wye zwischen Monmouthshire in Wales und Gloucestershire in England. Schon zu den Zeiten der Normannen hatte es an dieser Stelle ältere Holzbrücken gegeben. Die heutige Straßenbrücke wurde 1816 während des Regency von John Urpeth Rastrick aus Bridgnorth erbaut, der frühere Pläne von John Rennie stark modifizierte.
Die Brücke überquert einen Fluss mit einem der höchsten Tidenhübe der Welt. Sie trug die Hauptstraße A48 zwischen Newport und Gloucester bis 1988, als eine neue Straßenbrücke etwas stromabwärts neben der Eisenbahnbrücke eröffnet wurde. Die alte Brücke dient heute dem lokalen Straßenverkehr zwischen Chepstow und Tutshill. Sie steht als Grade-I-Bauwerk unter Denkmalschutz.

## Ältere Brücken
Bevor die Römer nach Wales kamen, befand sich die letzte Brücke über den Wye vor seiner Mündung in Tintern. Die Römer bauten etwa einen Kilometer stromaufwärts des heutigen Flussübergangs eine Brücke und man nimmt an, dass diese für Jahrhunderte in Gebrauch war. Am Ufer von Gloucestershire gab es dort ein kleines Hospital und eine St. David geweihte Kapelle, die 1573 als Ruine beschrieben wurde. Einige Überreste der Römerbrücke wurde 1911 von Orville Ward Owen während seiner Ausgrabungen im Flussbett entdeckt.
Nachdem die Normannen in Chepstow eine Burg errichtet hatten (der Ort wurde damals als Striguil bezeichnet) bauten sie eine hölzerne Brücke über den Fluss an der Stelle der heutigen Brücke oder in ihrer Nähe. Die ersten Aufzeichnung zu einer Brücke in Chepstow datieren von 1228. Man weiß, dass diese hölzerne Brücke mehrfach erneuert wurde. Der Neubau wurde durch den großen Tidenhub erschwert, welcher zehn 12 Meter hohe hölzerne Pfeiler erforderte, zur damaligen Zeit wahrscheinlich die höchsten im Land. Akten von 1399 beschreiben die Brücke als „schwach und baufällig und kurz vor dem Zusammenbruch“, und eine 1546 neu gebaute Brücke wurde weniger als 30 Jahre später als „verfallen und vermutlich bald zusammenbrechend“ beschrieben. 1576 wurde ein Gesetz verabschiedet (das erste, in dem Monmouthshire explizit erwähnt wird), welches Gloucestershire und Monmouthshire für die Reparatur ihrer jeweiligen Brückenhälfte verantwortlich machte. Bis in das 19. Jahrhundert gibt es Urkunden über Zahlungen von Gemeinden in Gloucestershire für den Unterhalt der Brücke.

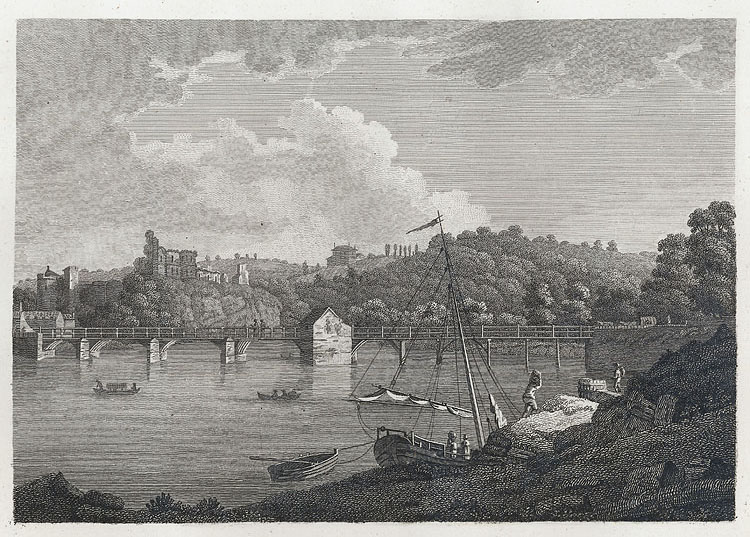
Die hölzerne Brücke vor 1816

Die Vernachlässigung ging jedoch weiter, und 1605 hieß es, dass die Brücke wieder „gebrochen, niedergefallen und vom Fluss fast weggerissen“ war. In diesem Jahr gab es ein neues Gesetz, wonach die Brücke von einer besonderen, „Brückengeld“ genannten Steuer unterhalten werden sollte, die den Bewohnern der beiden Grafschaften auferlegt wurde. Während der folgenden zwei Jahrhunderte bestellten beide Grafschaften jeweils einen Bauinspektor, der für die jeweilige Hälfte der Brücke verantwortlich war. Abgesehen von einem steinernen Mittelpfeiler war die Brücke völlig aus Holz erbaut. Während des Englischen Bürgerkriegs wurde sie 1644 von den Royalisten vorsätzlich zerstört, bis 1647 jedoch wieder aufgebaut. 1703 wurde sie von Stürmen ernsthaft beschädigt, ebenso durch Hochwasser 1738, aber sie wurde beidesmal wieder repariert. William Cole schrieb 1746 über die Brücke, dass sie die “the lightest in England, and the highest from the water” (deutsch: „die leichteste in England und die höchste über dem Wasser“) war. Ein Vorschlag von 1768, dass die beiden Grafschaften sich die Kosten für den Bau einer neuen Brücke teilen sollten, scheiterte, weil Monmouthshire – eine kleinere und weniger wohlhabende Grafschaft als Gloucestershire – es für unzumutbar hielt, die Hälfte der Kosten zu tragen. Jedoch wurden 1785 die hölzernen Pfeiler auf der Seite von Monmouthshire durch vier steinerne Bögen ersetzt, während die Brückenhälfte in Gloucestershire bis 1815 aus Holz bestand.

## Die Brücke von 1816
1810 wurde die Brücke wieder als „in Verfall geraten“ und gefährlich erklärt, und man beauftragte den Ingenieur John Rennie, Architekt der Waterloo Bridge in London, eine neue Brücke zu entwerfen. Rennies Pläne, die geschätzte Kosten von 41.890 £ (nach heutiger Kaufkraft 4.010.900 £) verursacht hätten, wurden als zu teuer angesehen. Aber nachdem 1812 ein Schiff die hölzernen Brücke gerammt, einen Teil davon zerstört und sechs Todesopfer verursacht hatte, begann man schließlich zu handeln. Der Grundstein für die neue Brücke wurde am 13. April 1813 gelegt. Der Vertrag über den Bau der Brücke wurde 1814 mit der Firma Hazeldine, Rastrick & Co. aus Bridgnorth über ein Auftragsvolumen von 17.850 £ abgeschlossen, weniger als die Hälfte von Rennies Voranschlag.
Die Brücke wurde von John Rastrick in einem Stil entworfen, der offensichtlich von den Werken Thomas Telfords beeinflusst ist. Sie wurde aus Gusseisen mit fünf Bögen, gegossen in Bridgnorth, hergestellt. Die mittlere Öffnung hat eine Stützweite von 34,16 m, die angrenzenden Öffnungen 21,30 m und die äußeren Öffnungen 10,37 m. Die Brücke wurde am 24. Juli 1816 mit einer prunkvollen Zeremonie eröffnet.
Die Brücke ist die größte heute noch bestehende eiserne Bogenbrücke für den Straßenverkehr aus dem ersten halben Jahrhundert des Eisen- und Stahlbaus vor der technischen Neuerung der Hängebrücken. Sie wird von dem Architekturhistoriker John Newman beschrieben als “a supremely elegant composition of five shallow segmental lattice arches carrying the gently curved roadway... This superstructure rests on reassuringly strong tapering piers of squared ashlar...” (deutsch: „eine überaus elegante Komposition aus fünf flachen  Gitterbögen, die eine sanft geschwungene Straße tragen... Der Überbau ruht auf beruhigend starken  Pfeilern aus  Werkstein...“). Kunstvolle Eisenarbeiten auf der Brücke kennzeichnen die Grenze zwischen den beiden Grafschaften Gloucester und Monmouth. Die gusseisernen Laternenmasten wurden von der Stadtverwaltung Sheffield gekauft und 1969 installiert. Die Brücke wurde am 24. März 1975 als Grade-I-Bauwerk unter Denkmalschutz gestellt.
Die Brücke trug die Hauptstraße zwischen Gloucester and Südwales und wurde schließlich zu einem berüchtigten Flaschenhals. Sie wurde mehrmals verstärkt: zum ersten Mal 1889, und 1979 gab es größere Reparaturen am Tragwerk. Sie wurde, außer für den lokalen Verkehr, von der im Januar 1988 eröffneten neuen Straßenbrücke für die A48 abgelöst.
Die Brücke dient heute dem lokalen Verkehr auf der unklassifizierten Straße zwischen Chepstow und Tutshill; sie wird von Ampelanlagen an beiden Enden kontrolliert. 2015 wurde sie mehrere Monate lang für den Fahrzeugverkehr geschlossen, um Wartungsarbeiten anlässlich des 200-Jahr-Feier im Juli 2016 durchzuführen. Ein Mitglied der Gruppe, die die Feierlichkeiten organisierte, beschrieb die Brücke als “the finest Georgian Regency arch bridge in Britain and the world” (deutsch: „die schönste Bogenbrücke aus der Zeit des Regency in Großbritannien und der Welt“) und regte an, sie als Welterbestätte vorzuschlagen. Zu den Feierlichkeiten anlässlich des Jubiläums gehörte auch eine Wiederaufführung der ursprünglichen Eröffnungszeremonie. Es gab Ansprachen örtlicher Politiker und von Sir John Armitt, dem Präsidenten der Institution of Civil Engineers.

## Bilder

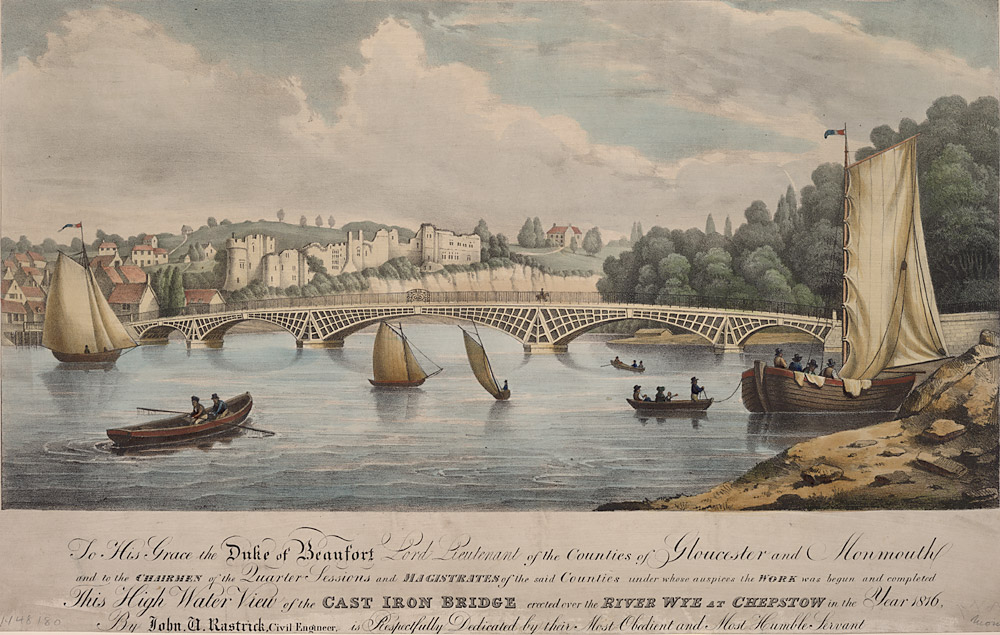
Die Brücke ca. 1820
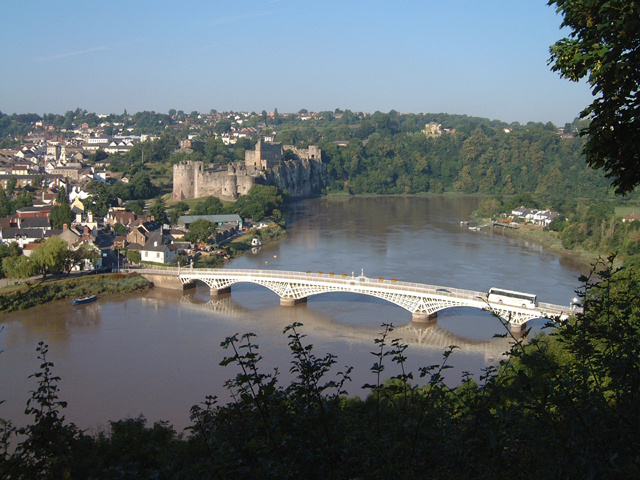
Die Brücke und Chepstow Castle, gesehen von Tutshill
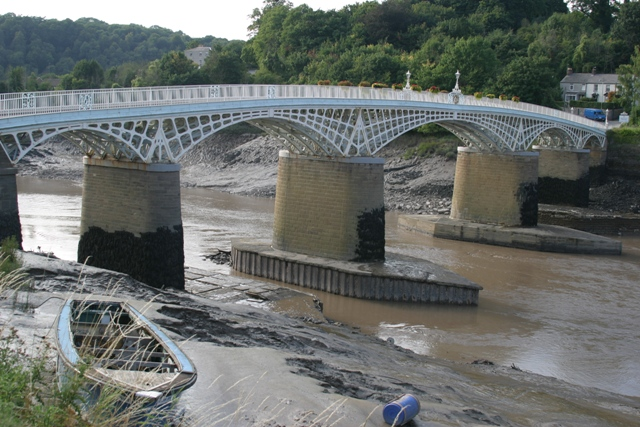
Niedrigwasser
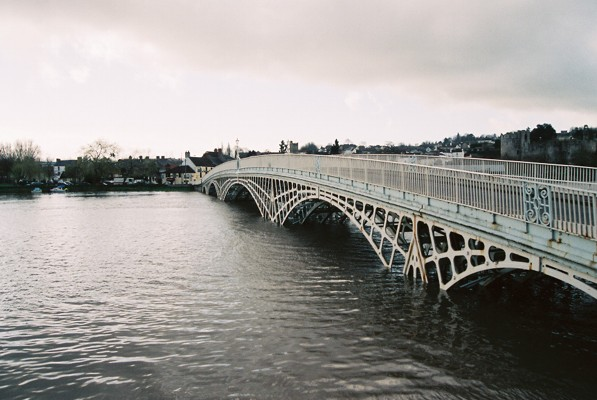
Sturmflut
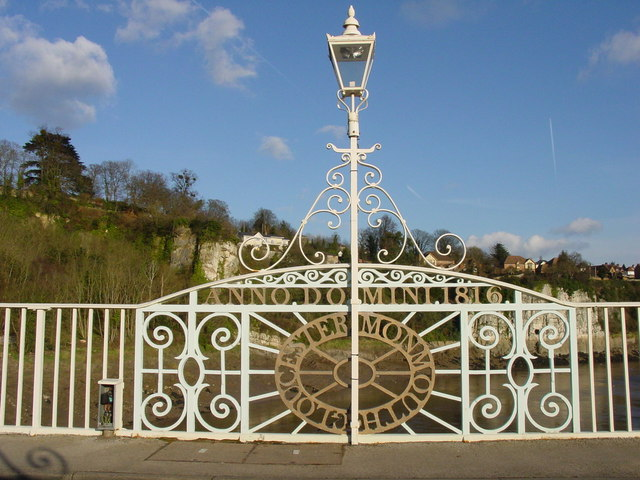
Eiserne Ornamente in der Mitte der Brücke, welche die Grenze zwischen Monmouthshire und Gloucestershire anzeigen